# Lutz Wanja
Lutz Wanja (* 6. Juni 1956 in Brandenburg an der Havel) ist ein ehemaliger Schwimmer der DDR.

## Werdegang

### Schwimmkarriere
1971 war er, damals noch für den ASK Vorwärts Rostock startend, DDR-Meister über 100 Meter Rücken. Im Folgejahr trat er für den ASK Vorwärts Potsdam an und holte den zweiten Platz. Nach einem dritten Rang 1973 folgte 1974 wieder der Vizemeistertitel. In den Jahren 1976 bis 1978 wurde der Schwimmer dreimal hintereinander DDR-Meister auf dieser Strecke. Auf der 200-Meter-Rückendistanz belegte er bei den DDR-Meisterschaften 1972 bis 1975 viermal jeweils den zweiten Rang, davon dreimal hinter seinem Hauptkonkurrenten Roland Matthes. 1976 gelang es ihm auf dieser Strecke Roland Matthes und Michael Tauber zu schlagen und den Titel zu holen. In den Jahren 1976 und 1977 war Wanja gleichfalls DDR-Meister über die 200-Meter-Lagenstrecke.
Zu seinen internationalen Erfolgen gehörten eine Silbermedaille über 100 Meter Rücken, sowie eine Bronzemedaille mit der 4-mal-100-Meter-Freistilstaffel der DDR, bei den Europameisterschaften 1974 in Wien.
1977, bei den Europameisterschaften in Jönköping konnte er nochmals eine Silbermedaille mit der 4-mal-100-Meter-Lagenstaffel holen.
In Belgrad bei den Schwimmweltmeisterschaften 1973 wurde er hinter Roland Matthes und dem US-Amerikaner Mike Stamm Dritter über 100 Meter Rücken.
Bei Olympischen Spielen konnte er keine Medaille gewinnen, weder bei den Olympischen Spielen 1972 in München, wo er den sechsten Platz auf der 100-Meter-Rückenstrecke belegte, noch bei den Olympischen Spielen 1976 in Montreal, wo Wanja Fünfter über 100 Meter Rücken wurde.

### Weiterer Werdegang
Nach Beendigung seiner aktiven Laufbahn arbeitete er als Trainer beim ASK Vorwärts Potsdam, wo er unter anderem Uwe Daßler, Jens-Peter Berndt und Jörg Hoffmann betreute. Anschließend war er als Schwimmtrainer beim SC Magdeburg tätig. Seit 2001 wirkt er beim Landesschwimmverband Brandenburg als hauptamtlicher Landesstützpunkttrainer Südwest und arbeitet gleichzeitig als Nachwuchstrainer bei den Wasserfreunden Brandenburg. 1988 wurde er in der DDR für seine Erfolge als Trainer mit dem Orden Banner der Arbeit Stufe I ausgezeichnet.

### Privates
Wanja ist mit der früheren Schwimmerin Barbara Krause verheiratet.

### DDR-Doping
Nach einem Geständnis von Jörg Hoffmann, wo er zugibt 1988 das erste Mal illegale leistungssteigernde Substanzen zu sich genommen zu haben, bestätigt dieser, dass sein damaliger Trainer, Lutz Wanja, ihm das anabole Steroid Oral-Turinabol verabreicht hat.